# Rocky Raccoon
«Rocky Raccoon» es una canción de The Beatles publicada en el álbum de 1968 The Beatles. Escrita por Paul McCartney, fue inspirada mientras tocaba la guitarra con John Lennon y Donovan Leitch en el retiro espiritual en la India. Está acreditada como Lennon/McCartney.

## Composición
El nombre de la canción viene dado por el protagonista, que originalmente era "Rocky Sassoon", pero McCartney lo cambió a "Rocky Raccoon" porque sonaba "más a cowboy". George Martin tocó el piano honky tonk de estilo western. Se especuló que es una parodia del álbum John Wesley Harding de Bob Dylan, por la pronunciación al principio de la canción, la armónica, y el moralismo artificial.

## Personal
Según Beatles Music Story
- Paul McCartney - voz, guitarra acústica (Martin & Co. D-28).
- John Lennon - coros, armónica (Höhner Diatónica en C), guitarra barítono (Fender Bass VI).
- George Harrison - Coros, bajo (Fender Jazz Bass).
- Ringo Starr - batería (Ludwig Super Classic).
- George Martin - piano (Challen Upright).